# XXXVI Festival Internacional de Cinema Fantàstic de Catalunya
La XXXVI edició del Sitges Festival Internacional de Cinema de Catalunya (abans, Festival Internacional de Cinema Fantàstic de Sitges) es va organitzar del 27 de novembre al 7 de desembre de 2003 dirigida per Àngel Sala. En aquesta edició es creen les seccions Mondo Macabro i Midnght X-treme on es podien veure les propostes més atrevides, diferents i salvatges del festival. Es van projectar un total de 177 llargmetratges, d'ells 26 a la secció oficial i 12 a "Noves Visions", i entre ells predomina el gènere clàssic de terror i "sang i fetge", amb un pressupost de gairebé 3 milions d'euros. Fou inaugurat amb la projecció de Cambra obscura d Pau Freixas, i clausurat amb el thriller 11:14 de Greg Marcks. Es van dedicar retrospectives a Alexandre Alexeieff (1901-1982), Claire Parker (1930-1981) i Curtis Harrington, i les temàtiques Madhouse i al Novíssim Cinema Japonès. Alhora "Brigadoom", el
racó "freak" del certamen va retre homenatge a Narciso Ibáñez Serrador i Tarantino va exhibir Kill Bill: Volum 1.

## Pel·lícules projectades

### Secció oficial Fantàstic
- Janghwa, Hongryeon (A Tale of Two Sisters) de Kim Ji-Woon
- Gozu de Takashi Miike
- Haute tension d'Alexandre Aja
- Ce jour-là de Raúl Ruiz
- La desaparició de l'Embry de Stephen Gaghan
- Akasia de Park Ki-hyung
- Ju-On: The Grudge 2 de Takashi Shimizu
- Doragon heddo de Jōji Iida
- Le Pharmacien de garde de Jean Veber
- Kill Bill: Volum 1 de Quentin Tarantino (fora de competició)
- Ong-Bak: Muay Thai Warrior de Prachya Pinkaew
- Qui a tué Bambi ? de Gilles Marchand
- El detectiu cantant de Keith Gordon
- Le Temps du loup de Michael Haneke
- The Tesseract d'Oxide Pang Chun /
- The Texas Chainsaw Massacre de Marcus Nispel
- Twentynine Palms de Bruno Dumont /
- Undead dels Germans Spierig
- Una de zombis de Miguel Ángel Lamata
- 4 Inyong shiktak (The uninvited) de Loo Seo-yeon
- Quilòmetre 666: Desviament a l'infern de Rob Schmidt
- Zatoichi de Takeshi Kitano
- Visitors de Richard Franklin
- Fear X de Nicolas Winding Refn /
- The Last Horror Movie de Julian Richards
- Dancing de Patrick Mario Bernard, Pierre Trividic i Xavier Brillat

### Noves Visions
- 9 Souls de Toshiaki Toyoda
- All Tomorow's Parties de Yu Lik-wai
- Ascension de Karim Hussain
- Dédales de René Manzor
- Doppelganger de Kiyoshi Kurosawa
- Ein Leben lang kurze Hosen tragen de Kai S. Pieck
- Enquête sur le monde invisible de Jean-Michel Roux
- King of the Ants de Stuart Gordon

### Secció Gran Angular
- Antwerp de Peter Greenaway
- Cold Creek Manor de Mike Figgis
- Deep Blue d'Andy Byatt i Alastair Fothergill
- El Cid: La leyenda de José Pozo
- Kaena, la prophétie de Chris Delaporte
- Looney Tunes: Back in Action de Joe Dante
- The Saddest Music in the World de Guy Maddin
- Timeline de Richard Donner
- Osama de Siddiq Barmak
- Els homes de Harrelson de Clark Johnson

### Sessions Golfes
- Dead End de Jean-Baptiste Andrea i Fabrice Capena
- House of 1000 Corpses de Rob Zombie
- The Manson Family de Jim Van Bebber
- Monster Man de Michael Davis
- Toolbox Murders de Tobe Hooper

### Secció Orient Express
- Aragami de Ryuhei Kitamura
- Battle Royale II: Requiem de Kinji Fukasaku i Kenta Fukasaku
- Cementiri Yakuza de Takashi Miike
- Geoul Sokeuro (Into the Mirror) de Kin Sung-ho
- Sarinui chueok (Memories of Murder) de Bong Joon-ho
- New Blood de Cheang Pou-soi
- Chakushin Ari (2003) de Takashi Miike
- The Park d'Andrew Lau
- Save the Green Planet! de Jang Joon-hwan
- El control de la venjança de Corey Yuen
- The Twins Effect de Dante Lam

### Anima't
- Corto Maltese, la cour secrète des arcanes de Pascal Morelli
- Nasu: Summer in Andalusia de Kitarō Kōsaka
- Tamala 2010: A Punk Cat in Space de t.o.L.
- Tokyo Godfathers de Satoshi Kon
- Wonderful Days de Kim Moon-saeng

### Mondo Macabro
- Alucarda, la hija de las tinieblas de Juan López Moctezuma
- The Killing of Satan d'Efren C. Piñón
- Zinda Laash de Khwaja Sarfraz

### Seven Chances
- Akarui Mirai (Bright Future) de Kiyoshi Kurosawa
- The Ambivalent Future: Kiyoshi Kurosawa de Kenjiro Fujii
- Haeanseon (The Coast Guard) de Kim Ki-duk
- Otets i sin d'Aleksandr Sokúrov
- Happy Here and Now de Michael Almereyda
- Dependencia sexual de Rodrigo Bellot
- The Soul of a Man de Wim Wenders
- Tiresia de Bertrand Bonello

## Jurat
El jurat internacional era format per Ramon Colom i Esmatges, Jorge Guerricaechevarría, Omar Ali Khan, Hamish McAlpine, Daniel Monzón, Kevin O'Neill i Maria Ripoll.

## Premis
Els premis d'aquesta edició foren:
| Categoria                                              | Premiat                                                          | Treball                     |
| ------------------------------------------------------ | ---------------------------------------------------------------- | --------------------------- |
| Premi al millor director                               | Alexandre Aja                                                    | Haute tension               |
| Premi a la millor pel·lícula                           | Zatoichi                                                         | Takeshi Kitano              |
| Premi a la millor actriu                               | Cécile de France                                                 | Haute tension               |
| Premi al millor actor                                  | Robert Downey Jr.                                                | El detectiu cantant         |
| Premi al millor guió                                   | Michael Haneke                                                   | Le Temps du loup            |
| Premi a la millor fotografia                           | Decha Srimantra                                                  | The Tesseract               |
| Premi al millor banda sonora                           | Keiichi Suzuki                                                   | Zatoichi                    |
| Premi als millors efectes especials                    | Equip d'efectes                                                  | Gozu                        |
| Premi al millor make-up                                | Giannetto De Rossi                                               | Haute tension               |
| Premi a la millor direcció artística                   | Scott Gallagher                                                  | The Texas Chainsaw Massacre |
| Premi al millor Curtmetratge                           | Koldo Serra                                                      | El tren de la bruja         |
| Premi Especial del Jurat                               | Gozu                                                             | Takashi Miike               |
| Premi al millor llargmetratge d'animació               | Tokyo Godfathers                                                 | Satoshi Kon                 |
| Premi al millor curtmetratge d'animació                | Harvie Krumpet                                                   | Adam Elliot                 |
| Premi al millor curtmetratge d'animació                | Mantis                                                           | Jordi Moragues              |
| Premi Orient Express                                   | Ong-Bak: Muay Thai Warrior                                       | Prachya Pinkaew             |
| Premi Orient Express. Menció Especial                  | Tokyo Godfathers                                                 | Satoshi Kon                 |
| Premi Noves Visions                                    | Ascension                                                        | Karim Hussain               |
| Premi Noves Visions. Menció especial                   | All Tomorow's Parties                                            | Yu Lik-wai                  |
| Premi Ciutadà Kane a la direcció revelació             | 4 Inyong shiktak                                                 | Loo Seo-yeon                |
| Premi de la Crítica José Luis Guarner                  | Le Temps du loup                                                 | Michael Haneke              |
| Premi de la Crítica José Luis Guarner. Menció especial | Twentynine Palms                                                 | Bruno Dumont                |
| Premi de l'Audiència a la millor pel·lícula            | Kill Bill: Volum 1                                               | Quentin Tarantino           |
| Premi de l'Audiència a la millor pel·lícula            | Zatoichi                                                         | Takeshi Kitano              |
| Premi Honorífic Màquina del Temps                      | Brian Yuzna Tobe Hooper Stuart Gordon Takashi Miike Stan Winston |                             |
| Premi Honorífic Maria                                  | Narciso Ibáñez Serrador                                          |                             |
| Premi Méliès d'argent al millor llargmetratge          | Haute tension                                                    | Alexandre Aja               |
| Premi Méliès d'argent al millor curtmetratge           | El tren de la bruja                                              | Koldo Serra                 |